# Скипетр Большого наряда
Скипетр Большого наряда или Мономахов — один из царских скипетров русского царства, являлся главным из них.
Скипетр, как и парная к нему держава Большого наряда, изготовлен в Западной Европе в конце XVI — в начале XVII века.
Хранится в собрании Оружейной палаты Московского кремля(инв. Р-18).

## История
Это самый древний сохранившийся русский скипетр. Он является парным к державе, вместе с которой входил в парадное царское одеяние — «Большого», или Первого Наряда.
Каталог Музеев Московского Кремля в 2015 году сообщает последние сведения о паре регалий: «О происхождении скипетра и державы нет точных документальных данных, однако совершенно очевидно, что они созданы первоклассными мастерами. Эти регалии представляют собой великолепные произведения эпохи позднего Возрождения (…). Художественные особенности этих двух памятников дают возможность считать, что скипетр был создан в знаменитых придворных мастерских императора Рудольфа II, которые находятся в Праге (…). Возможно, что именно к этим предметам относятся сведения о привозе в Москву в 1604 году от Рудольфа II царю Борису Годунову с посольством Генриха фон Логау регалий, в числе которых были скипетр и держава». Опираясь на эти данные, считают в Музеях Кремля, можно предположить, что золотой скипетр находился в царской казне ещё при Борисе Годунове и именно он был задействован в церемонии венчания на царство Михаила Федоровича. Сайт музея указывает, что он принадлежал царю Михаилу Федоровичу, так, данный скипетр фигурирует в описи 1642 года.
По легенде, возникшей в первой половине XVIII ст. скипетр вместе с державой, Шапкой Мономаха и другими реликвиями были дарованы Византией в XI ст. Владимиру Мономаху. Оттуда его распространенная дореволюционное название — «Мономахов». Информацию, что он использовался при венчании на царство Феодора Иоанновича, каталог Музеев Кремля не подтверждает.

## Описание
Длина 70,5 см; диаметр 1,7-2,5 см. Он украшен 1 большим изумрудом в навершии маленькой короны, 20 алмазами и несколькими другими драгоценными камнями.
Он изготовлен из золота. Рукоять разделяется на три секции, покрыта эмалированными узорами, среди которых есть рельефные изображения голов ангелов, цветов, плодов. Навершие изготовлено в виде трех орлов, которые держат маленькую корону.
Каталог музея гласит: «Скипетр имеет вид литого золотого стержня с изящными членения и виртуозно выполненным гротескным орнаментом, мастерски расцвеченным цветными эмалями». «Скипетр, расцвеченный глухими и прозрачными эмалями и завершающийся тремя орлами, принадлежит к числу произведений Позднего Ренессанса. Об этом свидетельствует его форма, напоминающая позднеренессансные архитектурные детали, и гротескный орнамент, состоящий из головок херувимов, подвешенных на лентах связок плодов, плоскограненых камней в рольверк-картушах, веерообразных раковин, мужских и женских герм. Скипетр обнаруживает безусловную стилистическую общность с произведениями пражских мастерских, существовавших при дворе императора Рудольфа II. Она проявляется в использовании близких декоративных элементов, характере их трактовки, в свойственной памятникам рудольфинского круга безукоризненной чистоте и виртуознозности технического исполнения».

За описанием 1642 г.: 
«Скипетр золот чеканной с розными финифты и с каменьи, с алмазы и с яхонты червчатыми и с изумруды; наверху три орла пластанных крылами вместе, с финифты; по верху орлов корона, на короне на спне камень яхонт лазорев, на нем зерно гурмицкое. Со скипетра снят яхонт лазорев, а в то место положениях изумруд»